# Дзерженцин
Дзерженцин (пол. Dzierżęcin) — село в Польщі, у гміні Постоміно Славенського повіту Західнопоморського воєводства.
Населення — 75 осіб (2011).
У 1975-1998 роках село належало до Слупського воєводства.

## Демографія
Демографічна структура станом на 31 березня 2011 року:
|          | Загалом | Допрацездатний вік | Працездатний вік | Постпрацездатний вік |
| -------- | ------- | ------------------ | ---------------- | -------------------- |
| Чоловіки | 38      | 15                 | 18               | 5                    |
| Жінки    | 37      | 14                 | 16               | 7                    |
| Разом    | 75      | 29                 | 34               | 12                   |